# Monobolodes ruptifascia
Monobolodes ruptifascia är en fjärilsart som beskrevs av Holloway 1998. Monobolodes ruptifascia ingår i släktet Monobolodes och familjen Uraniidae. Inga underarter finns listade i Catalogue of Life.